# Oncocnemis canadicola
Oncocnemis canadicola är en fjärilsart som beskrevs av Embrik Strand 1921. Oncocnemis canadicola ingår i släktet Oncocnemis och familjen nattflyn. Inga underarter finns listade i Catalogue of Life.